# ألفارو بوستوس
ألفارو بوستوس (بالإسبانية: Álvaro Bustos) هو لاعب كرة قدم إسباني، ولد في 26 يونيو 1995 في خيخون في إسبانيا. شارك مع منتخب إسبانيا تحت 16 سنة لكرة القدم ومنتخب إسبانيا تحت 17 سنة لكرة القدم ومنتخب إسبانيا تحت 18 سنة لكرة القدم ومنتخب إسبانيا تحت 19 سنة لكرة القدم ومنتخب إسبانيا تحت 20 سنة لكرة القدم. أما مع النوادي، فقد لعب مع خيمناستيك طركونة وريال سبورتينغ خيخون وريال مايوركا وسبورتينغ خيخون ب ونادي ميرانديس.

## وصلات خارجية
- ألفارو بوستوس على موقع قاعدة بيانات كرة القدم.إي يو (الإنجليزية)
- ألفارو بوستوس على موقع Soccerway.com (الإنجليزية)
- ألفارو بوستوس على موقع AS.com (الإسبانية)